# Soledad Puértolas
Soledad Puértolas Villanueva, (Saragoça, 3 de fevereiro de 1947) é uma escritora espanhola.

## Biografia
Começou a estudar Ciências Políticas em Madrid, mas problemas políticos impedem-na de continuar os estudos. Foi estudar Ciências Económicas em Bilbau mas não terminou o curso. Finalmente estudou jornalismo. Casou-se aos 21 anos e foi viver com seu marido, com uma bolsa adjudicada a este, em Trondheim (Noruega). Depois do seu regresso a Espanha, com outra bolsa, mudaram-se para a Califórnia onde obteve um M.A. em Língua e Literatura Espanhola e Portuguesa pela Universidade de Califórnia, Santa Bárbara e onde nasceu o seu primeiro filho, o também escritor Diego Pita. Em 1974, ao terceiro ano de estadia em Califórnia, voltaram a Espanha. Ganhou o Prêmio Sésamo em 1979 com El bandido doblemente armado; o Prémio Planeta 1989 com Resta a noite, e o Prêmio Anagrama de Ensaio 1993 com La vida oculta. Foi galardoada com o Prêmio das Letras Aragonesas no ano de 2003.
A 28 de janeiro de 2010 foi nomeada académica da Língua depois de ter sido eleita na terceira rodada de votações, cobrindo a vaga do cientista Antonio Colino na Real Academia Espanhola.

## Obras
- El Madrid de "La lucha por la vida". Madrid: Helios, 1971. Ensayo.
- El recorrido de los animales. Madrid: Júcar, 1975. Cuento.
- El bandido doblemente armado. Madrid: Legasa, 1980. Novela. Premio Sésamo 1979
- Una enfermedad moral. Madrid: Trieste, 1982. Cuentos.
- A través de las ondas. Cuento. En: Doce relatos de mujeres. Navajo, Ymelda (ed.) . Madrid: Alianza, 1982, pp. 165-177. Cuentos.
- Burdeos. Barcelona: Anagrama, 1986. Novela.
- La sombra de una noche. Madrid: Anaya, 1986. Cuento.
- Todos mienten. Barcelona: Anagrama, 1988. Novela.
- Resta a Noite - no original Queda la noche. Barcelona: Planeta, 1989. Novela. Prémio Planeta 1989
- Días del Arenal. Barcelona: Planeta, 1992. Novela.
- La corriente del golfo. Barcelona: Anagrama, 1993. Cuentos.
- La vida oculta. Barcelona: Anagrama, 1993. Ensayo. Premio Anagrama 1993
- Si al atardecer llegara el mensajero. Barcelona: Anagrama, 1995. Novela.
- La vida se mueve. Madrid: El País-Aguilar, 1995. Artículos.
- Recuerdos de otra persona. Barcelona: Anagrama, 1996. Biografía.
- La hija predilecta. Cuento. En: Madres e hijas. Freixas, Laura (ed.) . Barcelona: Anagrama, 1996. Cuentos.
- Una vida inesperada. Barcelona: Anagrama, 1997. Novela.
- Rosa Chacel. Ensayo. En: Retratos literarios Retratos literarios: Escritores españoles del siglo XX evocados por sus contemporáneos . Freixas, Laura (ed.) . Madrid: Espasa Calpe, 1997, pp. 181-182. Ensayo.
- Gente que vino a mi boda. Barcelona: Anagrama, 1998. Cuentos.
- El cuarto secreto. Cuento. En: Relatos para un fin de milenio. Barcelona: Plaza y Janés, 1998, pp. 15-26
- El inventor del tetrabrik. Cuento. En: Vidas de mujer. Monmany, Mercedes (ed.) . Madrid: Alianza, 1998, pp. 131-143. Cuentos.
- La señora Berg. Barcelona: Anagrama, 1999. Novela.
- La rosa de plata. Madrid: Espasa Calpe, 1999. Novela.
- Un poeta en la piscina. Cuento. En: Cuentos solidarios. Madrid: ONCE, 1999, pp. 13-15. Cuentos.
- La carta desde el refugio. Cuento. En: Mujeres al alba. Madrid: Alfaguara, 1999, pp. 133-136. Cuentos.
- Adiós a las novias. Barcelona: Anagrama, 2000. Cuentos.
- Con mi madre. Barcelona: Anagrama, 2001
- Pisando jardines. Cuento. En: Orosia Orosia: Mujeres de sol a sol . Jaca: Pirineum Multimedia, 2002, pp. 159-164. Cuentos.
- Ausencia. Cuento. En: Mujeres en ruta, 2005, pp. 41-47. Cuentos.
- Historia de un abrigo. Barcelona: Anagrama, 2005. Novela.
- Cielo nocturno. Barcelona: Anagrama, 2008. Novela.
- Mi amor en vano. Barcelona: Anagrama, 2012. Novela.

## Obras colectivas
- Participou em Nocturnario (2016), um livro colectivo com collages de Ángel Olgoso no qual 101 escritores hispano-americanos contribuíram com um texto para acompanhar cada uma das imagens.[3]